# Troisième circonscription de la Martinique
La troisième circonscription de la Martinique est l'une des 4 circonscriptions législatives françaises que compte le département de la Martinique (972) situé en région Martinique.
Elle correspond depuis 2012 à la commune de Fort-de-France (75 165 habitants en 2022).

## Description géographique et démographique

### De 1986 à 2010
La troisième circonscription de la Martinique est délimitée par le découpage électoral de la loi no 86-1197 du 24 novembre 1986, elle regroupe les divisions administratives suivantes : cantons de Fort-de-France IV, Fort-de-France V, Fort-de-France VI, Fort-de-France VII, Fort-de-France VIII, Le Lamentin I, Le Lamentin II et Le Lamentin III.
D'après le recensement général de la population en 1999, réalisé par l'Insee, la population totale de cette circonscription est estimée à 93 421 habitants,.

### Depuis 2010
L'ordonnance no 2009-935 du 29 juillet 2009, entré en vigueur en février 2010 et appliquées pour la première fois lors des élections législatives de 2012, redessine la deuxième circonscription : les 3 cantons du Lamentin passent à la première circonscription tandis que 5 cantons de Fort-de-France sont ajoutés depuis la deuxième circonscription.
Depuis le redécoupage des circonscriptions législatives françaises de 2010, la Troisième circonscription de la Martinique est composé des cantons suivant : Fort-de-France-I ; Fort-de-France-II ; Fort-de-France-III ; Fort-de-France-IV ; Fort-de-France-V ; Fort-de-France-VI ; Fort-de-France-VII ; Fort-de-France-VIII ; Fort-de-France-IX ; Fort-de-France-X ; soit le seul territoire de la commune de Fort-de-France.

Carte de la troisième circonscription de la Martinique de 1958 à 1986.
Carte de la troisième circonscription de la Martinique de 1986 à 2012.

La loi no 2011-884 du 27 juillet 2011 supprimant le conseil général de la Martinique, remplacé par l'Assemblée de Martinique, acte la disparition de facto des cantons. La première circonscription est composée de la commune suivante :
| Nom            | Code Insee | Intercommunalité              | Superficie (km2) | Population (dernière pop. légale) | Densité (hab./km2) |
| -------------- | ---------- | ----------------------------- | ---------------- | --------------------------------- | ------------------ |
| Fort-de-France | 97209      | CA du Centre de la Martinique | 44,21            | 83 651 (2014)                     | 1 892              |

.

## Historique des députations
| Législature | Début de mandat | Fin de mandat  | Député                                      | Parti politique | Observations |
| ----------- | --------------- | -------------- | ------------------------------------------- | --------------- | --- |
| IXe         | 23 juin 1988    | 1er avril 1993 | Aimé Césaire,                               | à compléter,    | |
| Xe          | 2 avril 1993    | 21 avril 1997  | Camille Darsières,                          | PPM,            | Mandat écourté à la suite d'une dissolution parlementaire décidée par Jacques Chirac.                                                                  |
| XIe         | 12 juin 1997    | 18 juin 2002   | Camille Darsières,                          | PPM,            | |
| XIIe        | 19 juin 2002    | 19 juin 2007   | Pierre Samot puis Philippe Edmond-Mariette, | BPM,            | L'élection de Samot a été invalidée par le Conseil constitutionnel le 27 février 2003 et il a été remplacé par son suppléant Philippe Edmond-Mariette. |
| XIIIe       | 20 juin 2007    | 19 juin 2012   | Serge Letchimy,                             | PPM,            | |
| XIVe        | 20 juin 2012    | 20 juin 2017   | Serge Letchimy,                             | PPM,            | |
| XVe         | 21 juin 2017    | 21 juin 2022   | Serge Letchimy,                             | PPM,            | vacant à partir du 2 juillet 2021 à la suite de l'élection de président du conseil exécutif de Martinique                                              |
| XVIe        | 22 juin 2022    | 9 juin 2024    | Johnny Hajjar                               | PPM             | Mandat écourté à la suite d'une dissolution parlementaire décidée par Emmanuel Macron.                                                                 |

## Historique des élections

### Élections de 1958
| Candidat | Candidat           | Parti          | Premier tour | Premier tour | Second tour | Second tour |  |
| Candidat | Candidat           | Parti          | Voix         | %            | Voix        | %           |  |
| --- | ------------------ | -------------- | ------------ | ------------ | ----------- | ----------- |  |
| | Victor Sablé élu   | Rad            | 5 531        | 38,64        | 8 980       | 45,80       |  |
| | François Duval     | SFIO           | 4 854        | 33,91        | 6 328       | 32,28       |  |
| | Georges Fitt-Duval | PCM            | 3 928        | 27,44        | 4 297       | 21,92       |  |
| |                    |                |              |              |             |             |  |
| Inscrits | Inscrits           | Inscrits       | 39 671       | 100,00       | 39 571      | 100,00      |  |
| Abstentions | Abstentions        | Abstentions    | 24 394       | 61,49        | 19 459      | 49,17       |  |
| Votants | Votants            | Votants        | 15 277       | 38,51        | 20 112      | 50,83       |  |
| Blancs et nuls | Blancs et nuls     | Blancs et nuls | 964          | 6,31         | 507         | 2,52        |  |
| Exprimés | Exprimés           | Exprimés       | 14 313       | 93,69        | 19 605      | 97,48       |  |
| Source : France, Ministère de l'intérieur. Les Elections législatives . Métropole., la Documentation française, 1960 (lire en ligne) |                    |                |              |              |             |             |  |

Le suppléant de Victor Sablé était Montlouis Félicité.

### Élections de 1962
| Candidat | Candidat                      | Parti          | Premier tour | Premier tour | Second tour | Second tour |  |
| Candidat | Candidat                      | Parti          | Voix         | %            | Voix        | %           |  |
| --- | ----------------------------- | -------------- | ------------ | ------------ | ----------- | ----------- |  |
| | Georges Gratiant              | PCM            | 4 221        | 31,90        | 7 798       | 37,32       |  |
| | Victor Sablé sortant réélu    | Rad            | 3 651        | 27,60        | 8 457       | 40,48       |  |
| | Jean Maran                    | SFIO           | 2 683        | 20,28        | 2 904       | 13,90       |  |
| | Georges Celma                 | RI             | 1 641        | 12,40        | 1 735       | 8,30        |  |
| | Étienne Verneuil-Sainte-Lucie | UNR-UDT        | 741          | 5,60         | Retrait     | Retrait     |  |
| | Hermann Saint-Prix            | PSU            | 293          | 2,21         |             |             |  |
| |                               |                |              |              |             |             |  |
| Inscrits | Inscrits                      | Inscrits       | 42 777       | 100,00       | 42 732      | 100,00      |  |
| Abstentions | Abstentions                   | Abstentions    | 28 691       | 67,07        | 21 076      | 49,32       |  |
| Votants | Votants                       | Votants        | 14 086       | 32,93        | 21 656      | 50,68       |  |
| Blancs et nuls | Blancs et nuls                | Blancs et nuls | 856          | 6,08         | 762         | 3,52        |  |
| Exprimés | Exprimés                      | Exprimés       | 13 230       | 93,92        | 20 894      | 96,48       |  |
| Source : France, Ministère de l'intérieur. Les Elections législatives . Métropole., la Documentation française, 1963 (lire en ligne) |                               |                |              |              |             |             |  |

Le suppléant de Victor Sablé était Donatien Colombe, SFIO, secrétaire de mairie, conseiller général, maire des Anses-d'Arlet.

### Élections de 1967
| Candidat | Candidat                   | Parti                     | Premier tour | Premier tour | Second tour | Second tour |  |
| Candidat | Candidat                   | Parti                     | Voix         | %            | Voix        | %           |  |
| --- | -------------------------- | ------------------------- | ------------ | ------------ | ----------- | ----------- |  |
| | Victor Sablé sortant réélu | RI                        | 10 373       | 41,17        | 14 111      | 52,51       |  |
| | Georges Gratiant           | PCM                       | 8 866        | 35,19        | 12 763      | 47,49       |  |
| | Jean-François Saint-Prix   | Divers droite (Gaulliste) | 3 946        | 15,66        |             |             |  |
| | Jean Maran                 | FSM                       | 2 012        | 7,99         |             |             |  |
| |                            |                           |              |              |             |             |  |
| Inscrits | Inscrits                   | Inscrits                  | 46 994       | 100,00       | 47 106      | 100,00      |  |
| Abstentions | Abstentions                | Abstentions               | 20 478       | 43,58        | 19 122      | 40,59       |  |
| Votants | Votants                    | Votants                   | 26 516       | 56,42        | 27 984      | 59,41       |  |
| Blancs et nuls | Blancs et nuls             | Blancs et nuls            | 1 319        | 4,97         | 1 110       | 3,97        |  |
| Exprimés | Exprimés                   | Exprimés                  | 25 197       | 95,03        | 26 874      | 96,03       |  |
| Source : France, Ministère de l'intérieur. Les Elections législatives . Métropole., la Documentation française, 1967 (lire en ligne) |                            |                           |              |              |             |             |  |

### Élections de 1968
| | Victor Sablé sortant réélu | RI (URP)       | 14 634 | 62,36  |  |  |  |
| | Georges Gratiant           | PCM            | 8 834  | 37,64  |  |  |  |
| |                            |                |        |        |  |  |  |
| Inscrits | Inscrits                   | Inscrits       | 46 830 | 100,00 |  |  |  |
| Abstentions | Abstentions                | Abstentions    | 22 256 | 47,53  |  |  |  |
| Votants | Votants                    | Votants        | 24 574 | 52,47  |  |  |  |
| Blancs et nuls | Blancs et nuls             | Blancs et nuls | 1 106  | 4,5    |  |  |  |
| Exprimés | Exprimés                   | Exprimés       | 23 468 | 95,5   |  |  |  |
| Source : France, Ministère de l'intérieur. Les Elections législatives . Métropole., la Documentation française, 1974 (lire en ligne) |                            |                |        |        |  |  |  |

Le suppléant de Victor Sablé était Jules Sauphanor, médecin, conseiller général, maire de Rivière-Pilote.

### Élections de 1973
|                                   | Victor Sablé sortant réélu | RI (URP)            | 17 690 | 61,86  |  |  |  |
|                                   | Georges Gratiant           | PCM                 | 8 830  | 30,88  |  |  |  |
|                                   | Alfred Marie-Jeanne        | PPM                 | 1 920  | 6,71   |  |  |  |
|                                   | Emmanuel Poulin            | Extrême gauche (CO) | 155    | 0,54   |  |  |  |
|                                   |                            |                     |        |        |  |  |  |
| Inscrits                          | Inscrits                   | Inscrits            | 50 650 | 100,00 |  |  |  |
| Abstentions                       | Abstentions                | Abstentions         | 20 379 | 40,23  |  |  |  |
| Votants                           | Votants                    | Votants             | 30 271 | 59,77  |  |  |  |
| Blancs et nuls                    | Blancs et nuls             | Blancs et nuls      | 1 676  | 5,54   |  |  |  |
| Exprimés                          | Exprimés                   | Exprimés            | 28 595 | 94,46  |  |  |  |
| Source : Ministère de l'Intérieur |                            |                     |        |        |  |  |  |

Le suppléant de Victor Sablé était Athanase Morency, conseiller général du canton du François.

### Élections de 1978
|                | Victor Sablé sortant réélu | UDF (PR)       | 21 029 | 70,61  |  |  |  |
|                | Gilbert Gratiant           | PCM            | 5 973  | 20,06  |  |  |  |
|                | Ernest Wan-Ajouhu          | FSM            | 2 283  | 7,67   |  |  |  |
|                | Édouard Delepine           | Extrême gauche | 290    | 0,97   |  |  |  |
|                | Henri Elisabath            | CO             | 206    | 0,69   |  |  |  |
|                |                            |                |        |        |  |  |  |
| Inscrits       | Inscrits                   | Inscrits       | 58 734 | 100,00 |  |  |  |
| Abstentions    |                            |                |        |        |  |  |  |
| Votants        |                            |                |        |        |  |  |  |
| Blancs et nuls |                            |                |        |        |  |  |  |
| Exprimés       | Exprimés                   | Exprimés       | 29 781 |        |  |  |  |

Le suppléant de Victor Sablé était Claude Adenet-Louvet, chef d'entreprise à Saint-Esprit.

### Élections de 1981
| Candidat       | Candidat                   | Parti          | Premier tour | Premier tour | Second tour | Second tour |  |
| Candidat       | Candidat                   | Parti          | Voix         | %            | Voix        | %           |  |
| -------------- | -------------------------- | -------------- | ------------ | ------------ | ----------- | ----------- |  |
|                | Victor Sablé sortant réélu | UDF (PR)       | 9 752        | 54,98        | 13 366      | 51,97       |  |
|                | Maurice Louis-Joseph-Dogué | FSM            | 6 662        | 37,56        | 12 354      | 48,03       |  |
|                | Pierre Zobda-Quitman       | PCM            | 1 322        | 7,45         |             |             |  |
|                |                            |                |              |              |             |             |  |
| Inscrits       | Inscrits                   | Inscrits       | 58 810       | 100,00       | 58 794      | 100,00      |  |
| Abstentions    | Abstentions                | Abstentions    | 40 125       | 68,23        | 32 070      | 54,55       |  |
| Votants        | Votants                    | Votants        | 18 685       | 31,77        | 26 724      | 45,45       |  |
| Blancs et nuls | Blancs et nuls             | Blancs et nuls | 949          | 5,08         | 1 004       | 3,76        |  |
| Exprimés       | Exprimés                   | Exprimés       | 17 736       | 94,92        | 25 720      | 96,24       |  |

### Élections de 1988
|                | Aimé Césaire sortant réélu | PPM            | 15 364 | 84,9   |  |  |  |
|                | Yan Monplaisir             | RPR (URC)      | 2 733  | 15,1   |  |  |  |
|                |                            |                |        |        |  |  |  |
| Inscrits       | Inscrits                   | Inscrits       | 45 913 | 100,00 |  |  |  |
| Abstentions    | Abstentions                | Abstentions    | 27 038 | 58,89  |  |  |  |
| Votants        | Votants                    | Votants        | 18 875 | 41,11  |  |  |  |
| Blancs et nuls | Blancs et nuls             | Blancs et nuls | 778    | 4,12   |  |  |  |
| Exprimés       | Exprimés                   | Exprimés       | 18 097 | 95,88  |  |  |  |

### Élections de 1993
| Candidat       | Candidat                    | Parti          | Premier tour | Premier tour | Second tour | Second tour |  |
| Candidat       | Candidat                    | Parti          | Voix         | %            | Voix        | %           |  |
| -------------- | --------------------------- | -------------- | ------------ | ------------ | ----------- | ----------- |  |
|                | Camille Darsières élu       | PPM            | 6 872        | 34,86        | 11 659      | 57,69       |  |
|                | Marie-Alice André-Jaccoulet | UDF (UPF)      | 4 562        | 23,14        | 8 549       | 42,31       |  |
|                | Georges Erichot             | PCM            | 3 959        | 20,08        |             |             |  |
|                | Jean Crusol                 | FSM            | 1 615        | 8,19         |             |             |  |
|                | Marc Pulvar                 | MIM            | 1 581        | 8,02         |             |             |  |
|                | Ghislaine Joachim-Arnaud    | CO             | 944          | 4,79         |             |             |  |
|                | Huguette Fatna              | FN             | 180          | 0,91         |             |             |  |
|                |                             |                |              |              |             |             |  |
| Inscrits       | Inscrits                    | Inscrits       | 49 046       | 100,00       | 48 871      | 100,00      |  |
| Abstentions    | Abstentions                 | Abstentions    | 26 971       | 54,99        | 26 594      | 54,42       |  |
| Votants        | Votants                     | Votants        | 22 075       | 45,01        | 22 277      | 45,58       |  |
| Blancs et nuls | Blancs et nuls              | Blancs et nuls | 2 362        | 10,7         | 2 069       | 9,29        |  |
| Exprimés       | Exprimés                    | Exprimés       | 19 713       | 89,3         | 20 208      | 90,71       |  |

### Élections de 1997
| Candidat       | Candidat                        | Parti          | Premier tour | Premier tour | Second tour | Second tour |  |
| Candidat       | Candidat                        | Parti          | Voix         | %            | Voix        | %           |  |
| -------------- | ------------------------------- | -------------- | ------------ | ------------ | ----------- | ----------- |  |
|                | Camille Darsières sortant réélu | PPM            | 6 443        | 36,46        | 10 321      | 58,21       |  |
|                | Georges Erichot                 | PCM            | 3 754        | 21,24        | 7 410       | 41,79       |  |
|                | Francis Carole                  | Régionaliste   | 3 124        | 17,68        |             |             |  |
|                | Michel Chalono                  | RPR            | 2 316        | 13,11        |             |             |  |
|                | Ghislaine Joachim Arnaud        | CO             | 1 292        | 7,31         |             |             |  |
|                | Arthur Regis                    | Divers gauche  | 364          | 2,06         |             |             |  |
|                | Georges Descieux                | Divers droite  | 252          | 1,43         |             |             |  |
|                | Virginie Boutrin                | Divers         | 126          | 0,71         |             |             |  |
|                |                                 |                |              |              |             |             |  |
| Inscrits       | Inscrits                        | Inscrits       | 51 226       | 100,00       | 51 226      | 100,00      |  |
| Abstentions    | Abstentions                     | Abstentions    | 30 910       | 60,34        | 29 874      | 58,32       |  |
| Votants        | Votants                         | Votants        | 20 316       | 39,66        | 21 352      | 41,68       |  |
| Blancs et nuls | Blancs et nuls                  | Blancs et nuls | 2 645        | 13,02        | 3 621       | 16,96       |  |
| Exprimés       | Exprimés                        | Exprimés       | 17 671       | 86,98        | 17 731      | 83,04       |  |

Le suppléant de Camille Darsières était Jean-Claude Duverger, éducateur spécialisé.

### Élections de 2002
| Candidat       | Candidat                  | Parti          | Premier tour | Premier tour | Second tour | Second tour |  |
| Candidat       | Candidat                  | Parti          | Voix         | %            | Voix        | %           |  |
| -------------- | ------------------------- | -------------- | ------------ | ------------ | ----------- | ----------- |  |
|                | Pierre-Jean Samot élu     | BPM            | 6 101        | 38,14        | 11 630      | 58,5        |  |
|                | Camille Darsières sortant | PPM            | 5 043        | 31,53        | 8 252       | 41,5        |  |
|                | Victor-Michel Chalono     | UMP            | 1 762        | 11,02        |             |             |  |
|                | Luc-Francis Carole        | Palima         | 1 134        | 7,09         |             |             |  |
|                | Éliane Robinot            | Divers droite  | 706          | 4,41         |             |             |  |
|                | Jean-Claude Soumbo        | MIM            | 545          | 3,41         |             |             |  |
|                | Ghislaine Joachim-Arnaud  | CO             | 440          | 2,75         |             |             |  |
|                | Elisabeth Pagnac          | Les Verts      | 102          | 0,64         |             |             |  |
|                | Jacqueline Barbier-Barny  | MNR            | 59           | 0,37         |             |             |  |
|                | Emmanuel Agat             | Divers gauche  | 50           | 0,31         |             |             |  |
|                | Max-Auguste Dufrénot      | Divers         | 34           | 0,21         |             |             |  |
|                | Raphaël Icare             | Divers droite  | 19           | 0,12         |             |             |  |
|                |                           |                |              |              |             |             |  |
| Inscrits       | Inscrits                  | Inscrits       | 55 750       | 100,00       | 55 743      | 100,00      |  |
| Abstentions    | Abstentions               | Abstentions    | 38 851       | 69,69        | 34 559      | 62          |  |
| Votants        | Votants                   | Votants        | 16 899       | 30,31        | 21 184      | 38          |  |
| Blancs et nuls | Blancs et nuls            | Blancs et nuls | 904          | 5,35         | 1 302       | 6,15        |  |
| Exprimés       | Exprimés                  | Exprimés       | 15 995       | 94,65        | 19 882      | 93,85       |  |

Le suppléant de Pierre Samot était Philippe Edmond-Mariette, avocat au Lamentin.
Pierre Samot était non-inscrit. Il a été déclaré démissionnaire d'office le 27 février 2003 par le Conseil constitutionnel.

### Élection partielle de mai-juin 2003
Philippe Edmond-Mariette est élu avec près de 59 % des suffrages exprimés. Il siège parmi les députés non-inscrits.
| Candidat                 | Parti        | %     | Voix  |
| ------------------------ | ------------ | ----- | ----- |
| Philippe Edmond-Mariette | DVG          | 42,51 | 5 628 |
| Yvon Pacquit             | PPM          | 28,27 | 3 743 |
| Francis Carole           | Régionaliste | 8,72  | 1 155 |
| Michel Chalono           | UMP          | 5,74  | 761   |
| Jean Crusol              | PS           | 5,61  | 744   |
| Robert Saé               | Régionaliste | 2,71  | 360   |
| Emmanuel Granier         | SE           | 2,56  | 340   |
| Philippe Petit           | DVG          | 2,26  | 300   |
| Roger Bellehumeur        | UMP          | 0,94  | 125   |
| Emmanuel Agat            | SE           | 0,46  | 61    |
| Justin Icare             | SE           | 0,16  | 22    |

| Candidat                 | Parti | %     | Voix  |
| ------------------------ | ----- | ----- | ----- |
| Philippe Edmond-Mariette | DVG   | 59,96 | 9 856 |
| Yvon Pacquit             | PPM   | 41,04 | 6 860 |

### Élections de 2007
| Candidat       | Candidat                         | Parti          | Premier tour | Premier tour | Second tour | Second tour |  |
| Candidat       | Candidat                         | Parti          | Voix         | %            | Voix        | %           |  |
| -------------- | -------------------------------- | -------------- | ------------ | ------------ | ----------- | ----------- |  |
|                | Serge Letchimy élu               | PPM            | 10 690       | 51,37        | 16 055      | 67,77       |  |
|                | Philippe Edmond-Mariette sortant | BPM            | 4 822        | 23,17        | 7 636       | 32,23       |  |
|                | Chantal Maignan                  | UMP            | 2 402        | 11,54        |             |             |  |
|                | Daniel Marie-Sainte              | MIM            | 1 388        | 6,67         |             |             |  |
|                | Francis Carole                   | Palima         | 661          | 3,18         |             |             |  |
|                | Ghislaine Joachim-Arnaud         | CO             | 457          | 2,20         |             |             |  |
|                | Marie-Jeanne Jeanville           | Divers         | 239          | 1,15         |             |             |  |
|                | Luc Jouye de Grandmaison         | Divers         | 150          | 0,72         |             |             |  |
|                |                                  |                |              |              |             |             |  |
| Inscrits       | Inscrits                         | Inscrits       | 62 271       | 100,00       | 62 264      | 100,00      |  |
| Abstentions    | Abstentions                      | Abstentions    | 40 387       | 64,86        | 37 046      | 59,5        |  |
| Votants        | Votants                          | Votants        | 21 884       | 35,14        | 25 218      | 40,5        |  |
| Blancs et nuls | Blancs et nuls                   | Blancs et nuls | 1 075        | 4,91         | 1 527       | 6,06        |  |
| Exprimés       | Exprimés                         | Exprimés       | 20 809       | 95,09        | 23 691      | 93,94       |  |

### Élections de 2012
| Candidat       | Candidat                     | Parti               | Premier tour | Premier tour | Second tour | Second tour |  |
| Candidat       | Candidat                     | Parti               | Voix         | %            | Voix        | %           |  |
| -------------- | ---------------------------- | ------------------- | ------------ | ------------ | ----------- | ----------- |  |
|                | Serge Letchimy sortant réélu | PPM                 | 11 713       | 63,29        | 15 188      | 70,24       |  |
|                | Francis Carole               | Palima              | 3 580        | 19,34        | 6 434       | 29,76       |  |
|                | Miguel Laventure             | Divers droite (FMP) | 1 373        | 7,42         |             |             |  |
|                | Georges Virassamy            | UMP                 | 824          | 4,45         |             |             |  |
|                | Ghislaine Joachim-Arnaud     | CO                  | 653          | 3,53         |             |             |  |
|                | Lina Georget                 | FN                  | 211          | 1,14         |             |             |  |
|                | Thierry Lesel                | MoDem               | 145          | 0,78         |             |             |  |
|                | Richard Jean-Marie           | Divers              | 8            | 0,04         |             |             |  |
|                | Marie-Jeanne Jeanville       | diss. PPM           | 0            | 0            |             |             |  |
|                |                              |                     |              |              |             |             |  |
| Inscrits       | Inscrits                     | Inscrits            | 65 814       | 100,00       | 66 117      | 100,00      |  |
| Abstentions    | Abstentions                  | Abstentions         | 45 627       | 69,33        | 42 927      | 64,93       |  |
| Votants        | Votants                      | Votants             | 20 187       | 30,67        | 23 190      | 35,07       |  |
| Blancs et nuls | Blancs et nuls               | Blancs et nuls      | 1 680        | 8,32         | 1 568       | 6,76        |  |
| Exprimés       | Exprimés                     | Exprimés            | 18 507       | 91,68        | 21 622      | 93,24       |  |

### Élections de 2017
|                                                                                |                                                                 |                           |                           |                          |                          |
|                                                                                |                                                                 | Premier tour 10 juin 2017 | Premier tour 10 juin 2017 | Second tour 17 juin 2017 | Second tour 17 juin 2017 |
|                                                                                |                                                                 |                           |                           |                          |                          |
|                                                                                |                                                                 | Nombre                    | % des inscrits            | Nombre                   | % des inscrits           |
| Inscrits                                                                       | Inscrits                                                        | 65 396                    | 100,00                    | 65 399                   | 100,00                   |
| Abstentions                                                                    | Abstentions                                                     | 46 214                    | 70,67                     | 43 693                   | 66,81                    |
| Votants                                                                        | Votants                                                         | 19 182                    | 29,33                     | 21 706                   | 33,19                    |
|                                                                                |                                                                 |                           | % des votants             |                          | % des votants            |
| Bulletins blancs                                                               | Bulletins blancs                                                | 446                       | 2,33                      | 729                      | 3,36                     |
| Bulletins nuls                                                                 | Bulletins nuls                                                  | 302                       | 1,57                      | 537                      | 2,47                     |
| Suffrages exprimés                                                             | Suffrages exprimés                                              | 18 434                    | 96,10                     | 20 440                   | 94,17                    |
|                                                                                |                                                                 |                           |                           |                          |                          |
| Candidat Étiquette politique (partis et alliances)                             | Candidat Étiquette politique (partis et alliances)              | Voix                      | % des exprimés            | Voix                     | % des exprimés           |
|                                                                                |                                                                 |                           |                           |                          |                          |
|                                                                                | Serge Letchimy (député sortant) Parti progressiste martiniquais | 11 092                    | 60,17                     | 15 114                   | 73,94                    |
|                                                                                | Francis Carole Parti pour la libération de la Martinique        | 3 057                     | 16,58                     | 5 326                    | 26,06                    |
|                                                                                | Max Orville Mouvement démocrate                                 | 985                       | 5,34                      |                          |                          |
|                                                                                | Miguel Laventure Forces martiniquaises de progrès               | 708                       | 3,84                      |                          |                          |
|                                                                                | Nathalie Jos Martinique citoyenne                               | 483                       | 2,62                      |                          |                          |
|                                                                                | Thierry Renard La France insoumise                              | 463                       | 2,51                      |                          |                          |
|                                                                                | Marie-France Toul Rassemblement démocratique pour la Martinique | 344                       | 1,87                      |                          |                          |
|                                                                                | Kaylan Fagour Divers                                            | 308                       | 1,67                      |                          |                          |
|                                                                                | Ghislaine Joachim-Arnaud Combat ouvrier                         | 302                       | 1,64                      |                          |                          |
|                                                                                | Matthieu Gama Divers                                            | 222                       | 1,20                      |                          |                          |
|                                                                                | Marie-Jeanne Jeanville Front national                           | 173                       | 0,94                      |                          |                          |
|                                                                                | Alain Limery Nou Pèp La                                         | 169                       | 0,92                      |                          |                          |
|                                                                                | Cyril de Virginy Union populaire républicaine                   | 68                        | 0,37                      |                          |                          |
|                                                                                | Marie-Gabrielle Marguerite Union des démocrates et indépendants | 60                        | 0,33                      |                          |                          |
| Source : Ministère de l'Intérieur - Troisième circonscription de la Martinique |                                                                 |                           |                           |                          |                          |

### Élections de 2022
| Résultats des élections législatives des 12 et 19 juin 2022 de la 3e circonscription de Martinique |                           |                          |                          |              |              |             |             |
| Candidat                                                                                           | Candidat                  | Parti                    | Nuance                   | Premier tour | Premier tour | Second tour | Second tour |
| Candidat                                                                                           | Candidat                  | Parti                    | Nuance                   | Voix         | %            | Voix        | %           |
| | Johnny Hajjar             | PPM (AS) (NUPES)         | DVG                      | 4 471        | 37,03        | 7 813       | 58,74       |
| | Francis Carole            | PALIMA (GPSM)            | REG                      | 2 288        | 18,95        | 5 489       | 41,26       |
| | Thierry Renard            | LFI (NUPES)              | DVG                      | 1 679        | 13,90        |             |             |
| | Nathalie Jos              | Péyi-A                   | REG                      | 684          | 5,66         |             |             |
| | Jean-Michel Jean Baptiste | DVG                      | DVG                      | 684          | 5,66         |             |             |
| | Daniel Robin              | CA                       | DVG                      | 597          | 4,94         |             |             |
| | Audrey Giraud             | LREM (ENS)               | ENS                      | 420          | 3,48         |             |             |
| | Cédric Crampon            | RN                       | RN                       | 413          | 3,42         |             |             |
| | Gabriel Jean-Marie        | CO                       | DXG                      | 243          | 2,01         |             |             |
| | Isabelle Mole             | UDI (UDC)                | UDI                      | 195          | 1,61         |             |             |
| | Marie-Jeanne Jeanville    | REC                      | REC                      | 180          | 1,49         |             |             |
| | Joël Bardet               | LMAT                     | REG                      | 180          | 1,49         |             |             |
| | Noël Nemouthé             | SE                       | REG                      | 41           | 0,34         |             |             |
| Votes valides                                                                                      | Votes valides             | Votes valides            | Votes valides            | 12 075       | 94,09        | 13 302      | 92,22       |
| Votes blancs                                                                                       | Votes blancs              | Votes blancs             | Votes blancs             | 462          | 3,60         | 670         | 4,65        |
| Votes nuls                                                                                         | Votes nuls                | Votes nuls               | Votes nuls               | 296          | 2,31         | 452         | 3,13        |
| Total                                                                                              | Total                     | Total                    | Total                    | 12 833       | 100          | 14 424      | 100         |
| Abstention                                                                                         | Abstention                | Abstention               | Abstention               | 47 675       | 78,79        | 46 088      | 76,16       |
| Inscrits / participation                                                                           | Inscrits / participation  | Inscrits / participation | Inscrits / participation | 60 508       | 21,21        | 60 512      | 23,84       |

### Élections de 2024
| Candidat                 | Candidat            | Parti et coalition | Nuance | Premier tour | Premier tour | Second tour | Second tour |
| Candidat                 | Candidat            | Parti et coalition | Nuance | Voix         | %            | Voix        | %           |
| ------------------------ | ------------------- | ------------------ | ------ | ------------ | ------------ | ----------- | ----------- |
|                          | Frédérique Dispagne | DVC                | DVC    |              |              |             |             |
|                          | Béatrice Bellay     | FSM (NFP)          | SOC    |              |              |             |             |
|                          | Johnny Hajjar *     | PPM (NFP)          | DVG    |              |              |             |             |
|                          | Nathalie Jos        | Péyi-A (NFP)       | REG    |              |              |             |             |
|                          | Emmanuel Granier    | DVD                | DVD    |              |              |             |             |
|                          | Max Ferraty         | RN                 | RN     |              |              |             |             |
|                          | Mélanie Sulio       | CO                 | EXG    |              |              |             |             |
|                          | Francis Carole      | PALIMA             | REG    |              |              |             |             |
|                          |                     |                    |        |              |              |             |             |
| Votes valides            |                     |                    |        |              |              |             |             |
| Votes blancs             |                     |                    |        |              |              |             |             |
| Votes nuls               |                     |                    |        |              |              |             |             |
| Total                    | Total               | Total              | Total  |              | 100,00       |             | 100,00      |
| Abstention               |                     |                    |        |              |              |             |             |
| Inscrits / participation |                     |                    |        |              |              |             |             |

#### Département de la Martinique
- La fiche de l'INSEE de cette circonscription : « Tableaux et Analyses de la troisième circonscription de la Martinique », sur insee.fr, site de l'Institut national de la statistique et des études économiques (consulté le 10 juin 2007) [PDF]

- « Tous les députés du département de la Martinique depuis 1789 » [archive du 30 septembre 2007], sur assemblee-nationale.fr, site de l'Assemblée nationale française (consulté le 10 juin 2007)

- « Informations contentieuses sur le département de la Martinique (Élections législatives de 2002) », sur conseil-constitutionnel.fr, site du Conseil constitutionnel (consulté le 13 juin 2007)

#### Circonscriptions en France
- « Carte des circonscriptions législatives en France », sur assemblee-nationale.fr, site de l'Assemblée nationale française (consulté le 20 juin 2007)

- « Résultats électoraux officiels en France », sur interieur.gouv.fr, site du ministère de l'Intérieur (France) (consulté le 13 juin 2007)

- Description et Atlas des circonscriptions électorales de France sur http://www.atlaspol.com, Atlaspol, site de cartographie géopolitique, consulté le 13 juin 2007.